# Logodnicul din lună
Logodnicul din lună (în germană Der Vetter aus Dingsda) este o operetă de Eduard Künneke, pe un libret de Herman Haller și Fritz Oliven după o comedie de Max Kempner-Hochstädt.
Premiera a avut loc în 15 aprilie 1921 la Theater am Nollendorfplatz din Berlin.